# Louis Rigolly

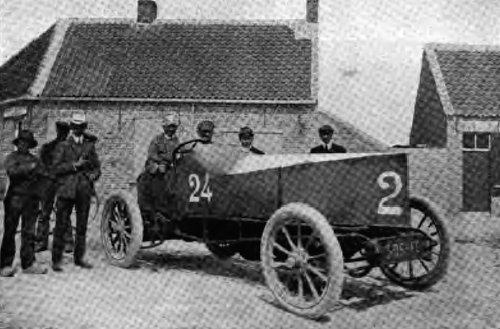
Louis Rigolly em seu carro que excedeu pela primeira vez 100 mph em 1904

Louis Rigolly (1876–1958), francês, foi o primeiro homem a dirigir um carro a mais de 100 milhas por hora (160 km/h).

## Carreira
Ele estabeleceu um recorde de 103 561 mph (166 665 km/h) em uma praia em Ostend, na Bélgica, em 21 de julho de 1904, dirigindo um carro de corrida Gobron-Brillié de 13,5 litros. Ele percorreu um percurso de 1 quilômetro em 21,6 segundos, superando a marca do belga Pierre de Caters de 97,25 mph (156,51 km/h), estabelecida em maio anterior no mesmo percurso de 1 quilômetro em Ostend. O recorde durou apenas três meses. Rigolly também participou do automobilismo dos primeiros Grandes Prêmios, vencendo a classe de carros leves do Circuito das Ardenas inaugural em 1902, pilotando um Gobron-Brillié.

## Notoriedade
O parque de campismo municipal de Châtillon-sur-Seine, onde geriu uma garagem de 1909 a 1940, tem o seu nome. Uma estela é dedicada a ele na entrada do acampamento

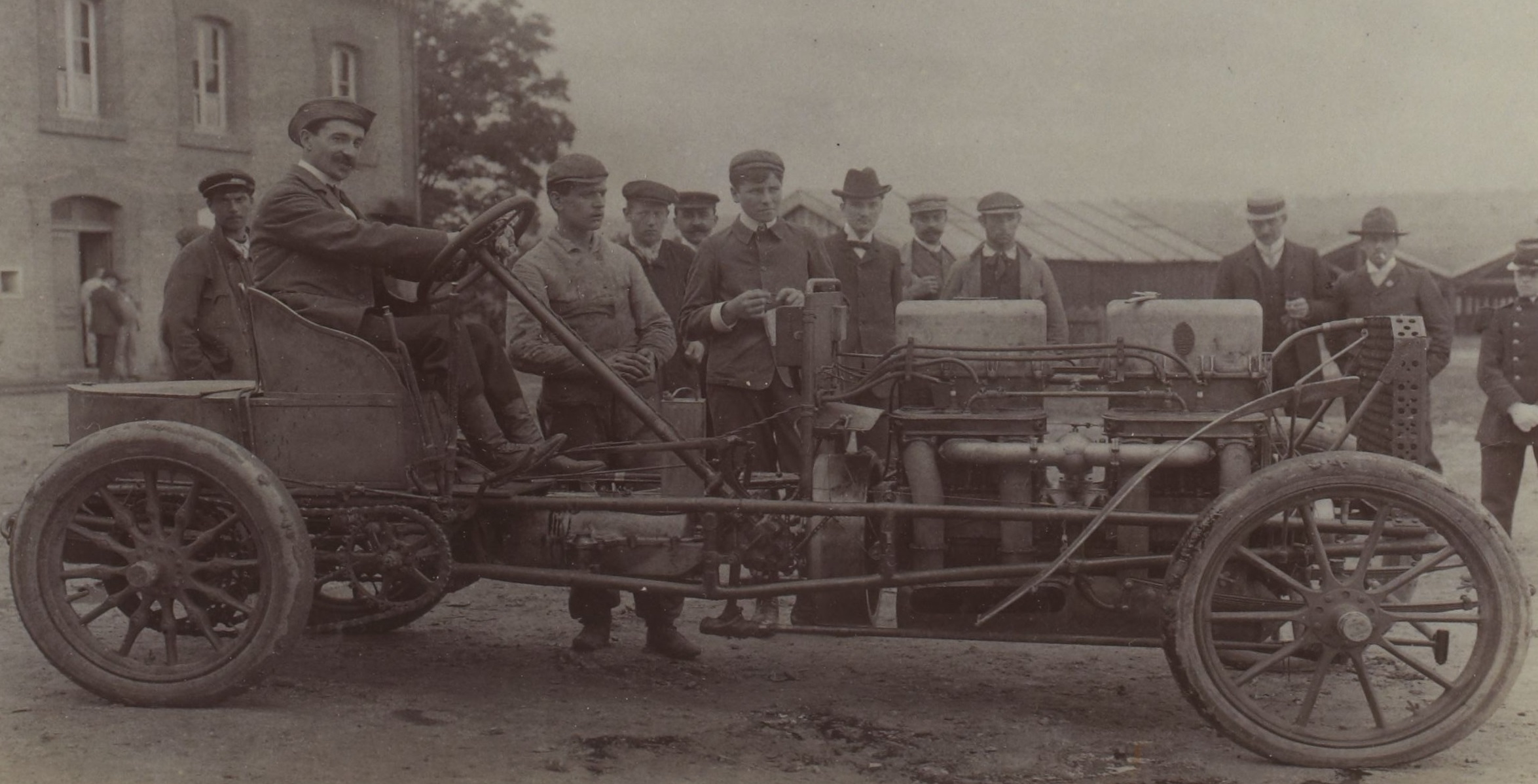
Louis Rigolly vencedor da Côte de Château-Thierry em um Gobron-Brillié de 100 cv (1903), então já não oficial recordista mundial de velocidade ao longo do quilômetro.
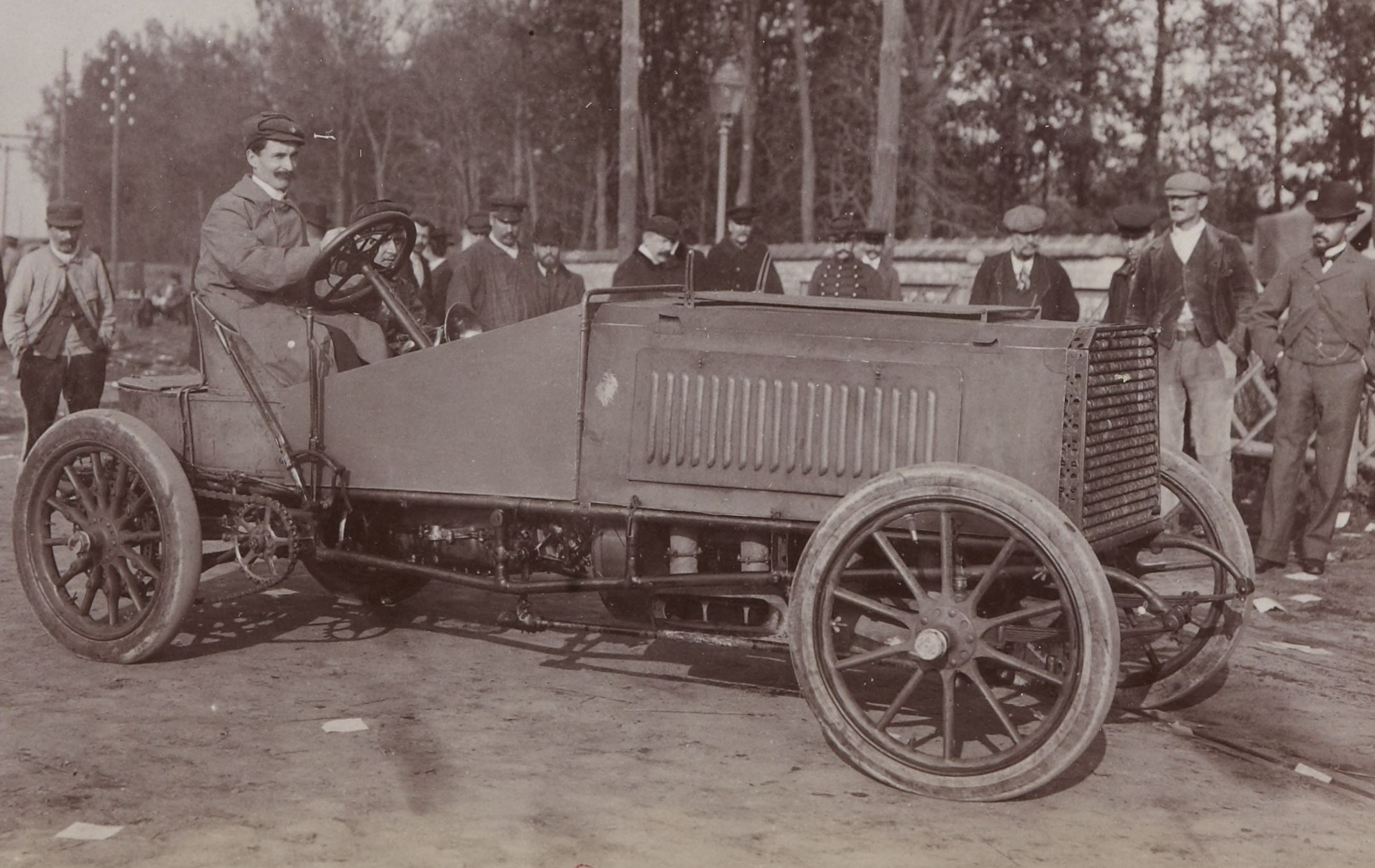
Louis Rigolly ganhou a Côte de Gaillon (ou Copa Figaro para veículos pesados) em 1903 com seus 100 hp.
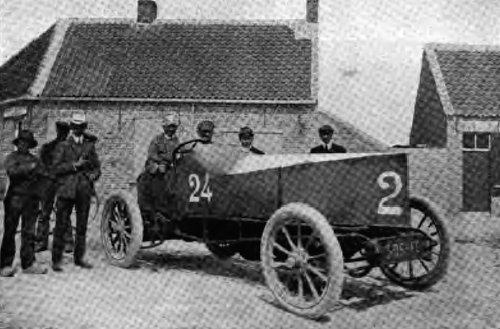
Louis Rigolly ao volante do Gobron-Brillié com o qual cruzou 100 milhas por hora em julho de 1904.
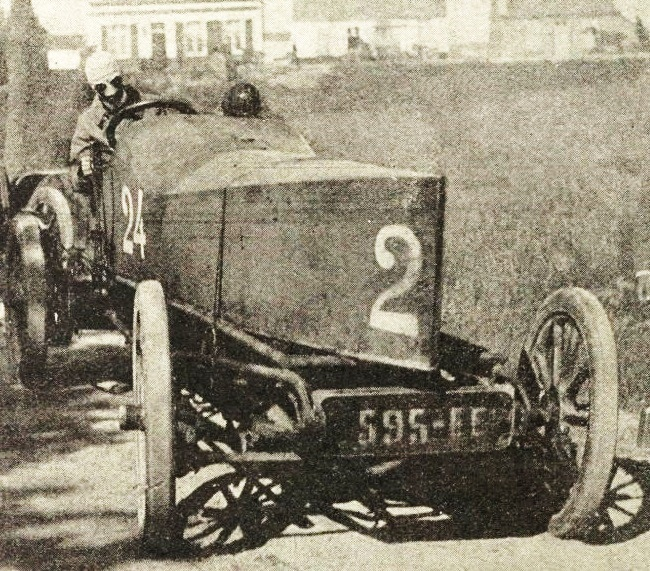
Louis Rigolly pela segunda vez recordista mundial oficial de velocidade, com 166,666 km/h em julho de 1904, em Ostend, no quilômetro lançado com seu Gobron-Brillié.
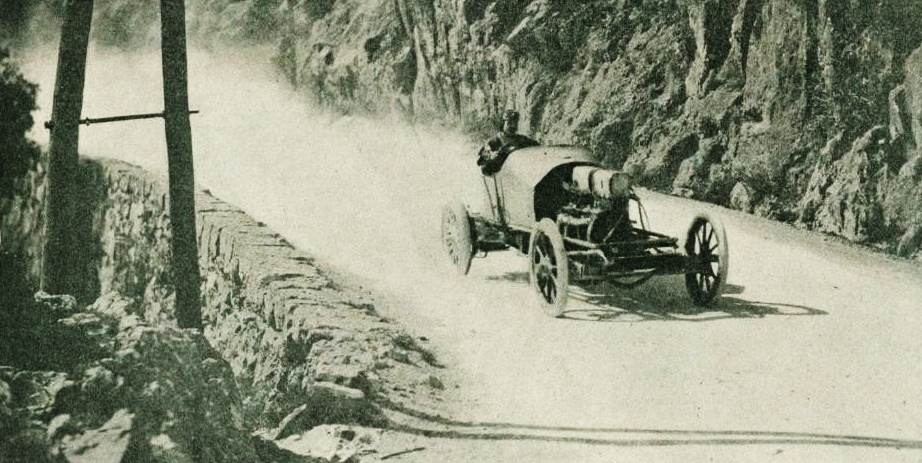
Louis Rigolly venceu a maioria dos eventos oferecidos no Encontro de Nice, em abril de 1904.
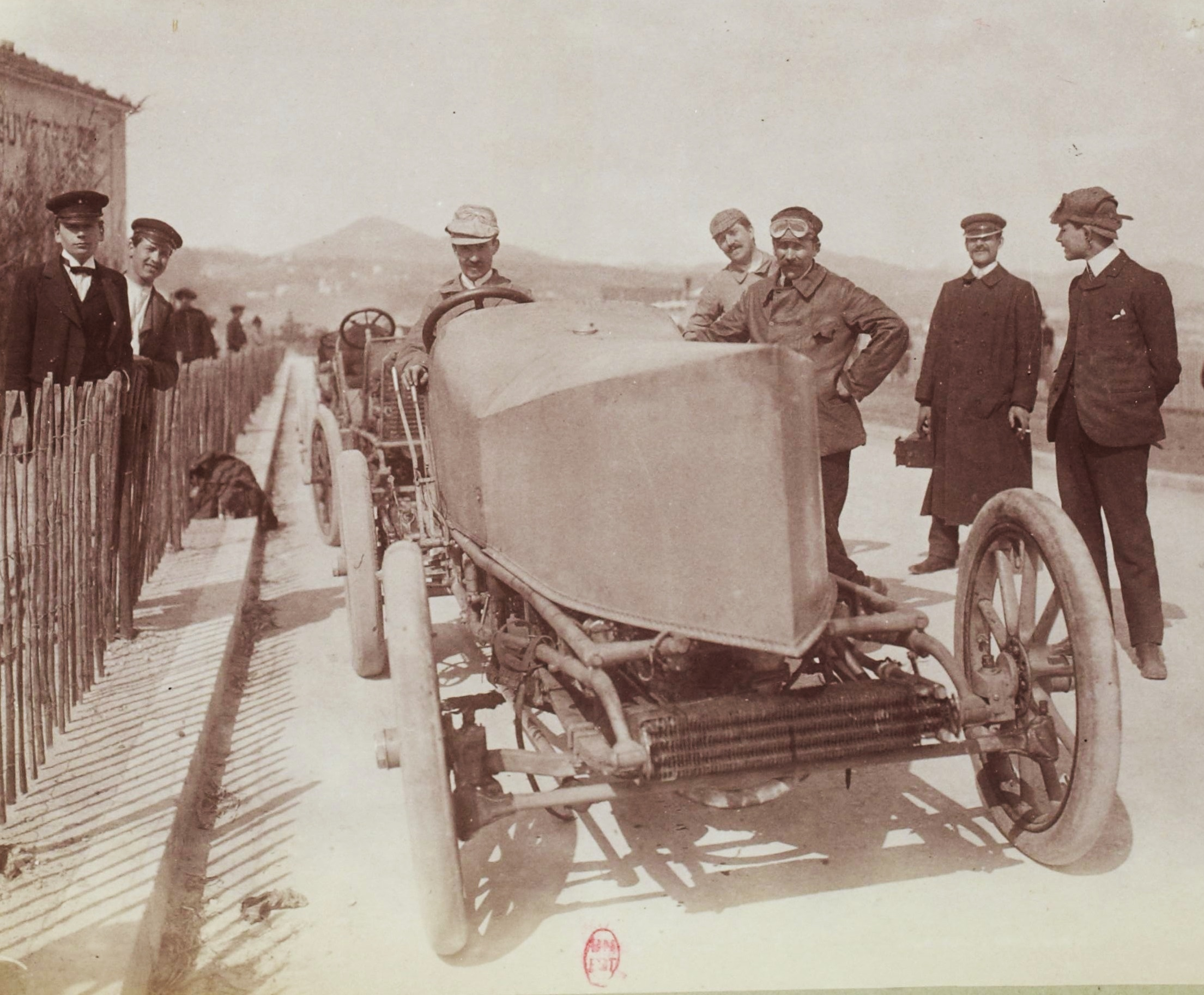
Louis Rigolly vencedor da terceira Taça Rothschild no quilômetro lançado na semana de Nice 1904 (Godron-Brillié Paris-Madrid 110 cv - RM a 152,542 km/h à frente do seu companheiro de equipa Arthur Duray).